# Editora Ave Maria
A Editora Ave Maria é uma editora brasileira, conhecida também como Ave Maria. Existe há mais de 125 anos, sendo uma das mais antiga casa editorial do Brasil em funcionamento. Privilegia especialmente quatro grandes áreas: Religião, Catequese, Missões e Pastoral.